# Una voce nella notte
(Tagline del film.)
Una voce nella notte (The Night Listener) è un film del 2006 diretto da Patrick Stettner, tratto dall'omonimo romanzo, semi autobiografico, di Armistead Maupin. Il film ha per protagonisti Robin Williams, Toni Collette e Rory Culkin.

## Trama
Gabriel Noone è un noto romanziere di New York che da anni conduce un programma radiofonico notturno, in cui parla della sua vita. Lasciato da poco dal suo giovane compagno Jess, Gabriel si arrovella tra la sofferenza e il cosiddetto "blocco dello scrittore". Inizia a leggere un libro, datogli da un amico editore, che è stato scritto da Pete Logand, un ragazzino di quattordici anni che racconta gli abusi sessuali inflittigli dai suoi genitori e i loro amici, e che lo hanno portato a contrarre l'AIDS, a causa del quale ora vive sotto la custodia di un'assistente sociale di nome Donna. Poco dopo aver iniziato a leggere il libro, Gabriel viene chiamato da Pete e tra i due si instaura un rapporto d'amicizia, anche se Gabriel considera il ragazzo il figlio che non ha mai avuto. Le conversazioni al telefono diventano sempre più frequenti, a tal punto che Donna invita Gabriel nella sua casa in Wisconsin per trascorrere insieme le feste di Natale.
Gabriel parte, nonostante il parere contrario di Jess, il quale insinua che Donna e Pete abbiano la stessa voce e che quindi possano essere la stessa persona. Un'amica di Gabriel ipotizza inoltre che lo strano comportamento di Donna potrebbe essere spiegato se ella fosse afflitta dalla Sindrome di Münchhausen per procura, o di una sua variante psicotica nel caso Pete non esistesse.
Giunto nel paese dove Donna gli ha detto di recarsi, Gabriel non trova la casa bensì un negozio. Vi entra a chiedere informazioni, ma nessuno sembra disposto ad aiutarlo, gli viene anzi chiarito che la gente che arriva in quel paese lo fa per nascondersi. Trascorre la notte in un motel e, il giorno seguente, prende un caffè a una tavola calda dove trova una signora, affetta da cecità, dalla voce simile a quella di Donna. Gabriel la segue e, in effetti, la sconosciuta non vedente si rivela essere proprio Donna, la quale, dopo essersi presentati, lo ospita in casa informandolo che Pete si trova in ospedale, a causa di una grave malattia ai polmoni.
Gabriel inizia a sospettare che i dubbi di Jess corrispondano a verità. Inizia così a perlustrare tutti gli ospedali della città di Madison, ma non trova ricoverato nessun paziente di nome Pete Logand. Si introduce quindi a casa di Donna, dove viene arrestato da un agente che lo tortura con un taser, credendolo uno degli aguzzini di Pete. Denuncia alla polizia i suoi sospetti nei confronti di Donna e, dopo essere stato rilasciato, incontra quest'ultima che gli rivela che il ragazzo è morto. Gabriel risponde di aver ormai capito che Pete non sia mai esistito e Donna, angosciata dal fatto di non essere creduta, cerca di trascinarlo con sé sotto un camion, ma Gabriel riesce appena in tempo a evitare di esserne entrambi travolti. Tornato a casa, Gabriel riceve delle telefonate mute e decide di commentare l'esperienza in diretta radiofonica. Terminata la trasmissione, Donna gli propone di recarsi in una stanza di motel, dove Gabriel trova un video di Pete come prova della sua esistenza e, poco dopo, riceve una telefonata da parte del ragazzo, che gli dice di essere in partenza e di trovarsi in aeroporto ad aspettare sua madre. Gabriel, tuttavia, intuisce che all'altro capo del telefono ci sia in realtà Donna e non Pete, quindi approfitta della conversazione per chiedere se ha subìto un trauma durante l'infanzia, come ha perso la vista e la provenienza della cicatrice che ha sul polso. Dopo aver ottenuto risposte vaghe ed inconcludenti, saluta la voce con la consapevolezza che si tratta di un addio.
Nella scena finale, Donna appare drasticamente cambiata nell'aspetto e si scopre che non è affetta da cecità. Sta trattando con un'agente immobiliare l'acquisto urgente di una casa per sé e il presunto figlio molto malato, al quale ella sostiene che abbiano recentemente amputato una gamba. Con la sua storia, Donna suscita un'immediata compassione nell'agente immobiliare che la ascolta, caratteristica di chi è affetto dalla Sindrome di Münchhausen.

## Accoglienza
Il film ha guadagnato complessivamente 10.639.686 dollari.

## Premi e nomination
- GLAAD Media Awards
  - 2007: Nomination - Miglior film
- Young Artist Awards
  - 2007: Nomination - Miglior attore non protagonista a Rory Culkin